# ぺ (お笑いコンビ)
ぺは、日本のお笑いコンビ。吉本興業所属。

## メンバー
カク（2001年1月16日 -（24歳））
ネタ作り担当。
兵庫県加古川市出身。身長184 cm、体重78 kg。血液型はO型。
趣味は画像編集、漫画、映画鑑賞、犬。特技は料理、口論で負けないこと、尻カチカチ。
家族で好んでいたため、憧れの芸人は松本人志（ダウンタウン）。

カタヤマ ヨシヨ（1998年3月18日 -（27歳））
富山県氷見市出身。身長181 cm、体重90 kg。血液型はA型。旧芸名、カタヤマヨシオ。
趣味はボウリング、シンギング、瓢箪笛、スポーツ観戦。特技はフラダンス、社交ダンス。
演技力やコントの参考になるという点で、憧れの芸人は劇団ひとり。
通っていた小学校（氷見市立女良小学校）と中学校（氷見市立灘浦中学校）はいずれもヨシヨが卒業して3年で廃校となっており、地元に母校がない。
相方・カク曰く人付き合いが非常に上手い。2軒ほど焼肉屋のアルバイトを掛け持ちしており、鶴橋の方の店長から気に入られて大きなベランダや屋上付きの立派な家を貸してもらっている。ある日にカクを含めた芸人同士でその家へ集まってバーベキューを楽しんでいると途中で炭が無くなってしまい、買い出しに行こうにも遅い時間だったことでどうすればいいか全員が頭を抱えた中で突然ヨシヨが立ち上がり、ベランダの手すりを破壊してその木を燃やした上でバーベキューを続行させていた。

## 来歴
カクはシェフを志してフランス料理の勉強を続けており本場のフランスまで留学するつもりだったが、新型コロナの流行により予定が全て流れたことでテレビでのお笑いを観て芸人の道に切り替えた。吉本興業と提携している高校に通っており、その中でお笑いの授業を受けていたことも一因だった。
ヨシヨは進学校から都内の大学へ入学し就職も決まっていたが何かが違うと真剣に考えた末、自分がやりたかったのはお笑いだったと気付いた。
2人ともNSC在学中、コロナ禍だったためリモートで開催された「相方探しの会」にて、当時のもみあげと顎髭が繋がったヨシヨの顔を見て思わず笑ってしまったカクがLINEで誘い、お互いの思うところを絵に描いて送り合ってみると認識が全く同じだったことでヨシヨは運命を感じ、コンビ結成に至った。
コンビ名は、ヨシヨ曰く1文字がいいということでカクが勝手に名付けており由来は分かっていない。
2025年2月、ラニーノーズ・黄昏の森と共によしもと漫才劇場を卒業及び東京進出を発表した。渋谷よしもと漫才劇場に翔メンバーとして所属。UNDER5 AWARD2025にて決勝に進出。

## 芸風
カク曰く「コントの腕を磨いていきたい」と述べる通り主にコントを演じるが、M-1グランプリにも出場しているため漫才を一切やらないわけではない。M-1では2023・2024と3回戦まで進出した。

## 出演

### テレビ
- ネタパレ（フジテレビ）[2] - 2024年2月23日、7月5日
- 有吉の壁（日本テレビ）[2] - 2024年6月15日(第4回若手予選会[11][注 2]にて合格)・19日[13]、8月14日、11月20日
- さんまのまんま（フジテレビ）- 2025年1月2日（『おすすめ芸人コーナー』｢井上真央賞｣受賞）
- すっかり にちようチャップリン（テレビ東京） - 2025年5月18日

### ネット
- 100×100（YouTube、吉本興業チャンネル）